# CE80 2-loop
CE80, CE80 2-loop или Система 80 - это двухпетлевой водо-водяной атомный реактор, разработанный Combustion Engineering. За счёт увеличенного размера парогенератора и увеличенного объёма компенсатора давления этот проект был безопаснее, чем предшествующие ему водо-водяные реакторы. Было построено три таких реактора, все - в США на АЭС Пало-Верде.

## Система 80+
CE80+ - это улучшенная версия установки, оптимизированная для увеличения безопасности и экономической эффективности.
В 1993-м году Система 80+ рассматривалась членами Американского ядерного общества в качестве основного средства утилизации оружейного плутония, поскольку конструкция реактора предполагала использование любого вид МОКС-топлива.
Система 80+ получила развитие в корейском OPR-1000 и затем в APR-1400, а также повлияла на конструкторские решения при разработке AP1000.
NRC сертифицировала систему 80+ для использования в США, но Westinghouse не построила ни одной станции этого проекта и прекратила его продвижение ещё до своего банкротства.